# ガント (サウスカロライナ州)
ガント（英: Gantt) は、アメリカ合衆国サウスカロライナ州北西部のグリーンビル郡に位置する国勢調査指定地域 (CDP) である。2010年の国勢調査での人口は14,229 人だった。グリーンビル・モールディン・イーズリー大都市圏に属している。

## 地理
ガントは北緯34度46分55秒 西経82度23分53秒 / 北緯34.78194度 西経82.39806度 (34.781918, -82.397938)に位置している。
アメリカ合衆国国勢調査局に拠れば、CDPの全面積は10.1平方マイル (26 km2)であり、全て陸地である

## 人口動態
以下は2000年の国勢調査による人口統計データである。
| 基礎データ - 人口: 13,962 人 - 世帯数: 5,361 世帯 - 家族数: 3,854 家族 - 人口密度: 535.9人/km2（1,387.5 人/mi2） - 住居数: 5,793 軒 - 住居密度: 222.3軒/km2（575.7 軒/mi2） 人種別人口構成 - 白人: 33.86% - アフリカン・アメリカン: 63.10% - ネイティブ・アメリカン: 0.14% - アジア人: 0.34% - 太平洋諸島系: 0.05% - その他の人種: 1.40% - 混血: 1.10% - ヒスパニック・ラテン系: 3.00% | 年齢別人口構成 - 18歳未満: 27.6% - 18-24歳: 8.4% - 25-44歳: 28.8% - 45-64歳: 24.0% - 65歳以上: 11.2% - 年齢の中央値: 36歳 - 性比（女性100人あたり男性の人口） - 総人口: 89.7 - 18歳以上: 84.3 世帯と家族（対世帯数） - 18歳未満の子供がいる: 33.5% - 結婚・同居している夫婦: 42.6% - 未婚・離婚・死別女性が世帯主: 23.4% - 非家族世帯: 28.1% - 単身世帯: 24.1% - 65歳以上の老人1人暮らし: 6.9% - 平均構成人数 - 世帯: 2.60人 - 家族: 3.07人 | 収入と家計 - 収入の中央値 - 世帯: 33,811米ドル - 家族: 39,280米ドル - 性別 - 男性: 31,184米ドル - 女性: 22,028米ドル - 人口1人あたり収入: 20,106米ドル - 貧困線以下 - 対人口: 13.9% - 対家族数: 11.7% - 18歳未満: 18.7% - 65歳以上: 12.1% |